# Kentucky Kingdom

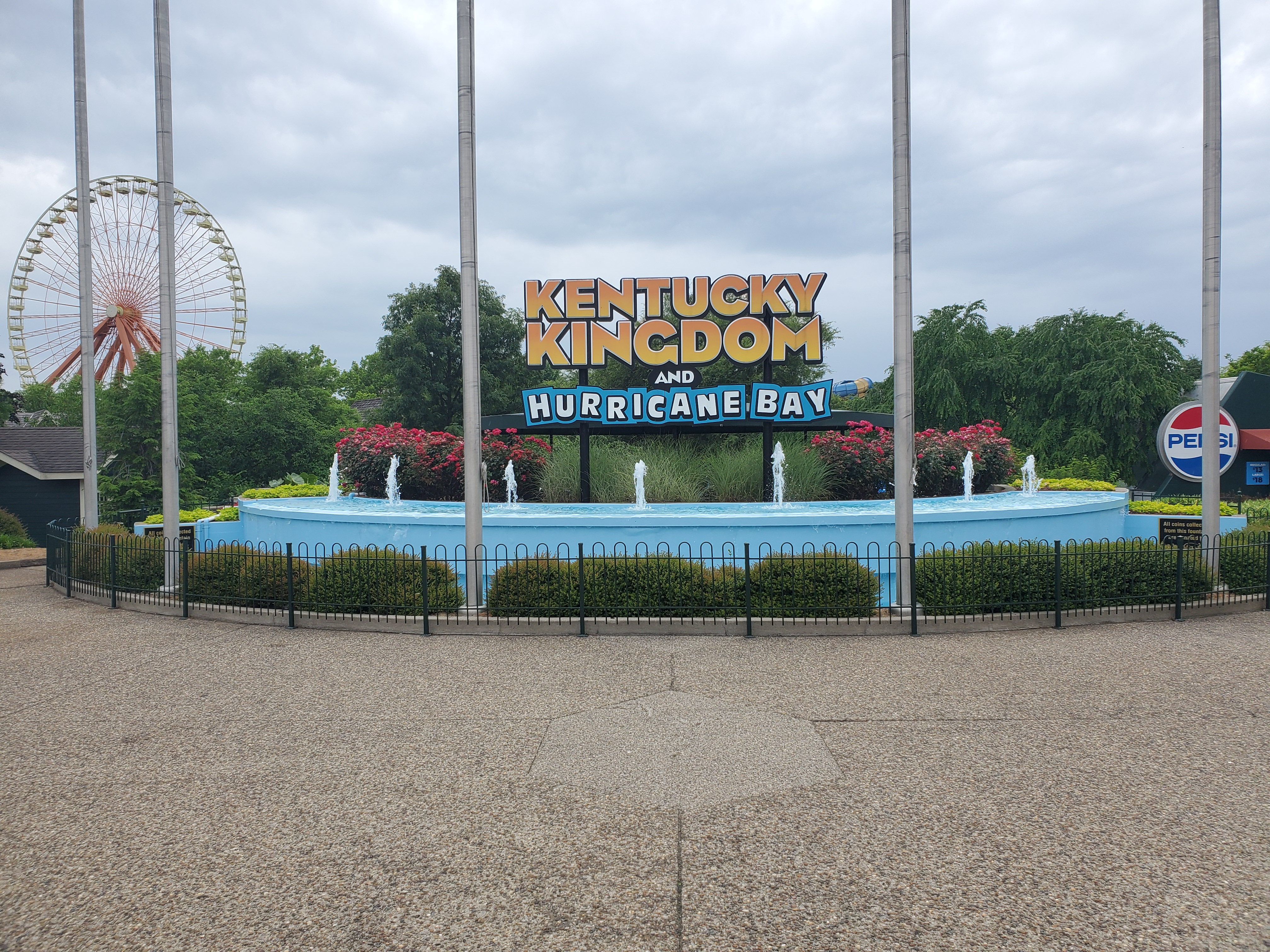
Kentucky Kingdom.

Kentucky Kingdom (tidigare känd som Six Flags Kentucky Kingdom) är en nöjespark i Louisville i Kentucky. Parken öppnade 1987 och ägs av Herschend Family Entertainment.